# Momisis longzhouensis
Momisis longzhouensis là một loài bọ cánh cứng trong họ Cerambycidae.